# 动物森友会 口袋露营广场
《動物森友會 口袋露營廣場》（又译作）是一款由任天堂开发并发行在iOS和Android智能手机平台上的网络社交游戏，本作是《動物森友會》系列在手机平台上的首部游戏作品，也是任天堂继《Miitomo》、《超级马里奥酷跑》、《火焰之纹章 英雄》后开发的第四款智能手机游戏。在游戏中，玩家可以与小鎮的居民進行互動、完成任務、从事商业活动或使用家具来装饰露营地点。本作采用了带有付费内容的免费下载形式，並于2017年11月起在全球陆续上线。
任天堂宣佈遊戲在2024年11月28日晚上11時（UTC+8:00）結束服務。結束後於同年12月3日，推出可買斷繼續遊玩的付費制單機版應用程式《動物森友會 口袋露營廣場 集合版》（又译作），而且能繼承目前的儲存資料。

## 游戏玩法
《動物森友會 口袋露營廣場》最初是一款免費下載但帶有微交易的社交模擬类型遊戲，已由付費單機版《動物森友會 口袋露營廣場 集合版》繼承，玩家可以通過交易获得材料和使用家具来定制其露營場。在游戏中，玩家可以在周邊地區收集的木材、棉花、鋼鐵、紙、罐頭等材料進行交易，也可以与動物角色进行交谈并结为好朋友。原版遊戲中玩家也可以訪問其他玩家的露營場，或邀請其他玩家来自己的露營場裡遊玩。《集合版》取消此功能，由新增地區「口哨嶺」取代，雖然無法訪問其他玩家的露營場，但是可以透過每天到訪來取得禮物或進入礦山。
玩家也可以根據自己的偏好定制人物的頭像、性別、面部特徵和露营车的駐地。
玩家可以在附近的「休閒區」裡完成動物們的任務，以獲得材料並將材料交給鐵匠或木匠以便製作成家具。
玩家可以在露營場放置自己喜歡的家具以吸引特定的鄰居。每當鄰居拜訪時，會增加其友好度，這也該系列的新特性。
原版遊戲中添加了一個名為葉子票券（Leaf Tickets）的貨幣，是主要的微交易系統，玩家可以在原材料不足時用來補充材料，也可以用來跳過製作時間。《集合版》由葉子石頭（Leaf Tokens）取代葉子票券功能，並取消微交易。
遊戲會在特定時期添加特定的主題家具至2025年9月。

## 開發
2016年初，任天堂宣布未來將發行數款智慧型手機遊戲，同時確認《動物森友會》系列的手機遊戲已正著手開發中，由任天堂企劃製作本部移動遊戲研發組、Nintendo Cube（原NDcube）和DeNA共同開發。原預計於該年內上市，但隨後宣布延期上市。2017年10月25日，任天堂於任天堂直面會上展示本作，並在當日於澳大利亞發布，隨後在同年11月21日於全球其他41個國家即地區陸續陸續上市。
2020年7月22日，任天堂宣布本作在同年7月29日於全球版本更新繁體中文的語言顯示，並在台灣、香港、澳門三地上市。

## 評價
根據匯總媒體Metacritic的評分顯示，本作獲得了正反不一的評價。遊戲上市的10天內雖然達到1500萬的下載次數，並帶來了約1000萬美金的收入，但同期的營收方面不如任天堂發行的《聖火降魔錄 英雄雲集》、《超級瑪利歐酷跑》等作。

截至2020年4月底，隨著家用主機的正統續作《集合啦！動物森友會》的上市加持，本作的累積營收突破1.5億美元，並達到約4480萬次的下載次數。